# Puig de Ferriols
El Puig de Ferriols és una muntanya de 101 metres que es troba al municipi de Mollet de Peralada, a la comarca catalana de l'Alt Empordà.